# Peres de Lleida
Las peres de Lleida son un postre de la cocina tradicional catalana. Se hace a base de peras, preferentemente de Lérida, en crema catalana no muy espesa, luego horneado, y decorado con merengue, a base de claras de huevo.
Se puede comparar con las peras cocidas en vino, otro postre muy antiguo y popular.